# Botrivier
Botrivier este un oraș din provincia Western Cape, Africa de Sud.